# Ba Maw
El Dr. Ba Maw (8 de febrero de 1893-29 de mayo de 1977) fue un líder político birmano. Fue el primer ministro cuando le fue otorgada la independencia parcial al país, entre los años 1937 y 1939. Fue la máxima autoridad del régimen birmano durante el periodo de la ocupación japonesa en la Segunda Guerra Mundial (1939-1945).

## Biografía
Ba Maw nació en Maubin (hoy Birmania). Ba Maw provenía de una distinguida familia de ascendencia mixta mon-birmano,  (y, posiblemente, de ascendencia armenia) la cual crio muchos eruditos y abogados. Uno de sus hermanos mayores, el Dr. Ba Han (1890-1969), fue un abogado, erudito legal y lexicógrafo.
En 1924, Ba Maw obtuvo su doctorado en la Universidad de Burdeos, Francia. Ba Maw escribió su tesis doctoral en francés sobre los aspectos del budismo en Birmania. (El hermano mayor de Ba Maw, el Dr Ba Han, que se dedicó al cristianismo también obtuvo su doctorado, en una universidad del Reino Unido, y la tesis doctoral de Ba Han fue titulada The Mysticism of William Blake).

## Política
Desde la década de 1920 en adelante, Ba Maw ejerció la abogacía y se interesó en la política birmana durante la época colonial. 
Logró prominencia en 1931 cuando defendió al líder rebelde, Saya San, quien había comenzado una revuelta fiscal durante diciembre de 1930, el que rápidamente se convirtió en una rebelión nacional contra el dominio británico. Saya San, fue detenido, juzgado, condenado y ahorcado. 
A principios de 1930, Ba Maw se convirtió en un abierto defensor de la autonomía birmana. Se opuso al principio de separación de Birmania colonial de la India, pero más tarde lo apoyó. Después de un periodo como ministro de Educación, se desempeñó como el primer jefe de gobierno (o tal vez más apropiado premier de Birmania (durante el periodo colonial británico) de 1937 a febrero de 1939.
Ba Maw se convirtió en jefe de Estado en 1943 cuando los japoneses crearon un gobierno birmano durante el período de la ocupación japonesa de Birmania.